# Ualabi boscà gris
El ualabi boscà gris (Dorcopsis luctuosa) és una espècie de marsupial de la família dels macropòdids. Viu a Indonèsia i Papua Nova Guinea.